# Diálogo de Segurança Quadrilateral
Diálogo de Segurança Quadrilateral, também conhecido como Quad (em inglês: Quadrilateral Security Dialogue), é um fórum estratégico informal entre Estados Unidos da América, Japão, Austrália e Índia que é mantido por meio de cúpulas semirregulares, trocas de informações e exercícios militares entre os países membros.
Nascido como um diálogo em 2007 pelo primeiro-ministro japonês Shinzo Abe, apoiado pelo vice-presidente estadunidense Dick Cheney, o primeiro-ministro australiano John Howard e o primeiro-ministro indiano Manmohan Singh, mas no ano seguinte a Austrália se retirou do grupo e o Quad permaneceu inativo por quase uma década.
A partir de 2017, o fórum quadrilateral foi reativado com inúmeras reuniões informais decorreram entre ministros do exterior dos quatro países como uma reação diplomática para conter o crescente poder econômico e militar da China na região Indo-Pacífico.
Em março de 2021, houve pela primeira vez uma conferência oficial entre os quatro chefes de governo do Quad desde a formação do grupo em 2007.

## Países-membros
| País | País            | Localização                    | Capital          | Área (km²) | PIB (nominal) | Orçamento militar | Estrutura militar                                              |
| --- | --------------- | ------------------------------ | ---------------- | ---------- | ------------- | ----------------- | -------------------------------------------------------------- |
| | Austrália       | Localização da Austrália       | Camberra         | 7 692 024  | 1,7           | 32,3              | Forças de DefesaMarinha Real Exército Força Aérea Real         |
| | Estados Unidos* | Localização dos Estados Unidos | Washington. D.C. | 9 833 520  | 25,4          | 916               | Forças ArmadasMarinha Exército Força Aérea Guarda Costeira     |
| | Índia*          | Localização da Índia           | Nova Déli        | 3 287 263  | 3,4           | 83.6              | Forças ArmadasExército Indiano Marinha Indiana Força Aérea     |
| | Japão           | Localização do Japão           | Tóquio           | 377 975    | 4,2           | 50.2              | Forças de AutodefesaForça Terrestre Força Marítima Força Aérea |
| * = Países que possuem declaradamente armamentos nucleares. Os Estados Unidos figuram entre os "Estados com Armas Nucleares" (EAN) por ser um dos signatários do Tratado de Não-Proliferação Nuclear. A Índia não é signatária do TNP mas conduz testes nucleares regularmente. |                 |                                |                  |            |               |                   |                                                                |